# Vlag van de Northwest Territories

Vlag van de Northwest Territories

Vlag van de commissaris van de Northwest Territories

De vlag van de Northwest Territories werd aangenomen op 31 januari 1969. De vlag bestaat uit drie verticale banden in de kleuren blauw, wit en blauw. Het blauw staat voor de wateren in de provincie, het wit staat voor het ijs. De middelste band neemt de helft van de breedte van de vlag in, zoals ook in de vlag van Canada het geval is. In het midden van deze band staat het wapenschild van het territorium.
Het schild is diagonaal verdeeld in rood en groen door een golvende snede, met de zilveren kop van een poolvos aan de bovenkant en gouden balken aan de onderkant; in de zilveren schildhoofd, dat is verdeeld door een zigzagsnede, is een blauwe golvende balk. Rood staat voor de toendra in het noorden, groen voor de beboste gebieden in het zuiden; de scheidingslijn symboliseert de boomgrens. De goudstaven in het groene veld en de kop van een poolvos in het rode veld vertegenwoordigen minerale rijkdommen en pelzen, de basis van de rijkdom van de regio. De kop van het schild vertegenwoordigt de Noordwestelijke Doorvaart door het pakijs.